# Saint-Julien-Puy-Lavèze
Saint-Julien-Puy-Lavèze är en kommun i departementet Puy-de-Dôme i regionen Auvergne-Rhône-Alpes i centrala Frankrike. Kommunen ligger i kantonen Bourg-Lastic som tillhör arrondissementet Clermont-Ferrand. År 2022 hade Saint-Julien-Puy-Lavèze 363 invånare.

## Befolkningsutveckling
Antalet invånare i kommunen Saint-Julien-Puy-Lavèze
| Referens: INSEE |